# Knud Lauritzen
Knud "Skipper" Lauritzen (12. april 1904 i Esbjerg – 6. maj 1978 på skibet Dana Anglia på Nordsøen) var en dansk skibsreder i J. Lauritzen og konsul. I 1945 stiftede han sammen med broderen Ivar Lauritzen og søsteren Anna Lønberg-Holm JL-Fondet. 
Han var søn af skibsreder, konsul Ditlev Lauritzen og hustru Maren f. Breinholt (død 1960). Han blev student fra Gammel Hellerup Gymnasium 1924, tog højere handelsskoleeksamen 1925 og blev uddannet i firmaer i Hamborg, London, Cardiff, Paris, Marseille og Valencia. 1932 blev han medindehaver af rederiet J. Lauritzen. I mange år kæmpede han om magten over DFDS med A.P. Møller.
Han var medlem af bestyrelsen for A/S Rederiet Vesterhavet og A/S Atlas, formand for bestyrelsen for DFDS, for Kogtved Søfartsskole, for Rederiet Ocean, A/S, for Esbjerg Hermetikfabrik, A/S og for styrelsen for JL-Fondet, formand for bestyrelsen for Atlas Bonusordning (udbyttedeling og seniorvirke) 1950-56. Medstifter og bestyrelsesformand for Søfartens Bibliotek, Søfartsklubben og Søfartsservice-Ålborg fra starten til 1960 og for Søfartens hygiejnekomité til 1965. Æresmedlem af Royal Geographical Society, London 1966. Han var Kommandør af Dannebrog og Dannebrogsmand.
Han blev gift 30. juli 1927 med Kirsten Lauritzen, født Hartvig-Møller (skilt 1963). Parret fik seks børn: Grete, Ole, Lise, Marianne, Karen og Jan.
Han er begravet på Hellerup Kirkegård.